# Alien vs. Predator (videogioco 1993)
Alien vs. Predator è un videogioco d'azione pubblicato nel 1993 per Super Nintendo dalla giapponese Information Global Service e in Occidente dalla Activision, il primo ispirato al franchise Alien vs. Predator. La versione giapponese del gioco ha un gameplay leggermente differente rispetto a quello della versione internazionale, includendo anche una modalità multigiocatore competitiva.

## Trama
Si svolge sul pianeta Vega 4, dove la colonia mineraria New Shanghai è stata invasa dagli alieni dopo la scoperta accidentale di loro uova in una galleria. Il protagonista è un Predator che ha intercettato la richiesta di soccorso dei coloni. Insolitamente seguito da una telecronaca televisiva, il Predator caccia gli alieni in varie ambientazioni, dalla colonia alle foreste e ai ghiacciai del pianeta, fino allo scontro finale con la regina nemica.